# Генуезька фортеця (Судак)
Генуезька фортеця (крим. Ceneviz qalesi, італ. Fortezza di Sudak) — фортеця в місті Судак (Крим, Україна), побудована генуезцями з 1371 по 1460 рік.
Фортеця розташована на стародавньому кораловому рифі, що є конусоподібною горою (Киз-Кулле-Бурун, або Кріпосна), біля Судацької бухти Чорного моря. Площа фортеці майже 30 гектарів.

## Історія
Перші фортифікації на місці середньовічної Сугдеї (бухта побл. с. Уютне) побудували римляни у першій третині IV століття. Це були два потужних локальних укріплення — квадратні вежі-«бурги», — які панували над акваторією бухти, а також контролювали корабельну гавань; поселення-вікус, та ділянку узбережжя під горою Дженевез-Кая. Саме від назви головного бурга (лат. Suggestu) і походить назва середньовічної Сугдеї, а згодом і сучасного м. Судак.

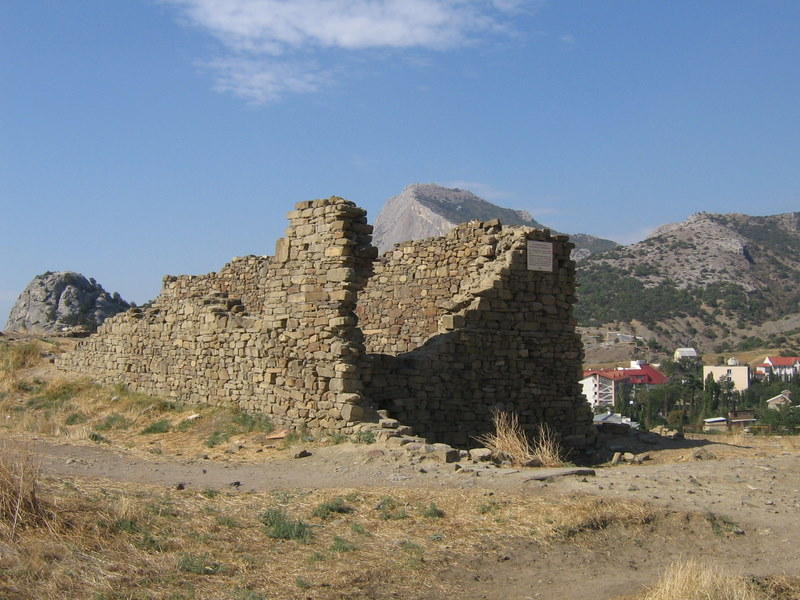
Залишки Кирилівських казарм

В середині VII ст. Сугдею захопили хозари, у X—XII століттях — знову візантійці. У XIII столітті Сугдея стає центром венеціанської колонії, але поступово генуезці витіснили своїх суперників із Криму. У 1365 році вони захопили Солдайю (генуезька назва Судака), а потім і все південне узбережжя. Більшість будівель Судацької фортеці, що збереглись до наших днів, належать генуезькому періоду, тому її іменують «генуезькою».
У 1475 році на узбережжя біля фортеці висадились війська османського султана. Вони розуміли, що фортеця неприступна, тому вдались до підступу. За допомогою катапульт закидали через стіни фортеці трупи, замасковані під померлих від чуми. Ніхто не насмілювався їх прибирати, в місті почалася паніка. Консул із найманим військом утік морем, а мешканці фортеці вирішили здатися на милість завойовників і відкрили ворота. Того ж дня все населення міста-фортеці було вирізане. Після падіння фортеці Судак і частина Криму увійшла до складу Османської імперії і керувались османським намісником султана.

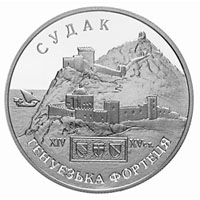
Пам'ятна монета НБУ присвячена Генуезькій фортеці (реверс)

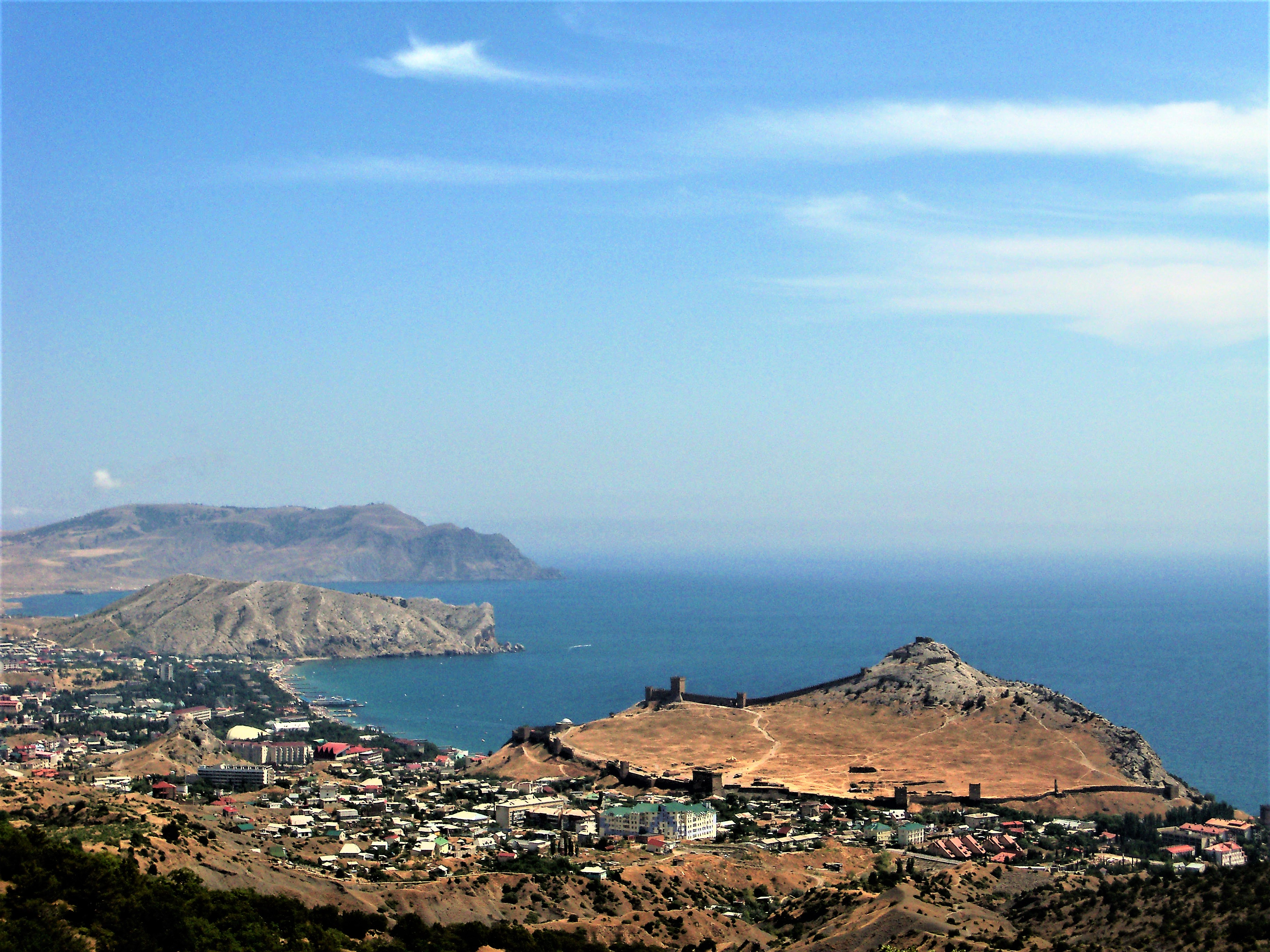
Вид на Судак

Після захоплення Криму Російською імперією тут був розквартирований Кирилівський полк і за наказом Григорія Потьомкіна побудовані 2 казарми (7, 27), руїни яких збереглися. Перед однією залишилось 2 чавунні гармати, покинуті російськими військами як непотріб.
Фортеця стояла століттями. Вона була непідвладна природним стихіям, оскільки камені будівель були скріплені спеціальним розчином, який мав еластичність, тому її стінам не були страшні землетруси. Зруйнували її люди, розтягнувши як будматеріал для своїх будівель.
У 1960-х роках була спроба відновити первісний вигляд фортеці. Було пророблено багато роботи, проте вона не була закінчена. З часом одна зі стін, побудованих радянськими будівельниками, рухнула.

## Структура
Зі сходу та півдня цитадель була неприступна, із заходу — важкодоступна, з північного сходу доступ перегороджував глибокий рів. Фортеця має два яруси оборони між якими розташовувалось місто.
За межами мурів розташована ще одна башта — Фредеріко Астаґверра (Портова). За часів генуезців вона з'єднувалася мурами з Кутовою баштою фортеці і з баштою, що стояла на горі Палвані-оба. Ця оборонна лінія захищала територію старого порту Солдай.

### Нижній (захисний) ярус
Нижній оборонний пояс протяжністю близько кілометра є масивним зовнішнім муром заввишки 6—8 метрів і завтовшки 1,5—2 метри. Мур був укріплений чотирнадцятьма бойовими 15-метровими баштами і комплексом Головних воріт. Більшість башт були названі іменами генуезьких консулів, при яких вони споруджувалися. Про це повідомляють вмонтовані в стінах башт плити з написами на середньовічній латині і геральдичною символікою: герб Генуї, ліворуч — герб правлячого дожа, праворуч — герб консула Солдайі.
Усі башти нижнього ярусу, крім однієї, арсенальної, тристінні. Не вистачає внутрішньої стіни. Це має декілька пояснень:
- З метою економії коштів і часу. Консул призначався з Генуї на один рік, і за цей час він мав побудувати чи башту, чи частину укріпленої стіни;
- З метою контролю за будівництвом. Із Консульської башти було добре видно, чим займаються будівельники через відкриту стіну;
- З метою безпеки. Якщо ворогу вдалося захопити башту, то через відкриту стіну його можна було легко знищити обстрілом з території міста.

Вхід у фортецю — Головні ворота — захищений двома баштами (2,3). Перед воротами відновлений барбакан (1) — напівкругла стіна. Територія між стінами барбакану та Головними воротами слугувала митницею, де з заїжджих торговців брали мито за ввезений товар. До побудови барбакану перед воротами був рів, і вхідна брама слугувала мостом через нього, що закривалася після заходу сонця, а після його будівництва зробили вертикально підйомну браму. Барарбакан споруджений і декілька разів перебудовувався у 15 столітті. Над входом до нього зображення Богоматері Одигітрії і напис латиною 
|  | 1469 р. цю споруду повелів побудувати благородний пан Бернардо ді Аміко вельмишановний консул Солдаї. |

### Верхній (консульський) ярус

Цитадель генуезької Солдайї. Вид на «Георгіївську» башту та комплекс Консульського замку. 1912 рік

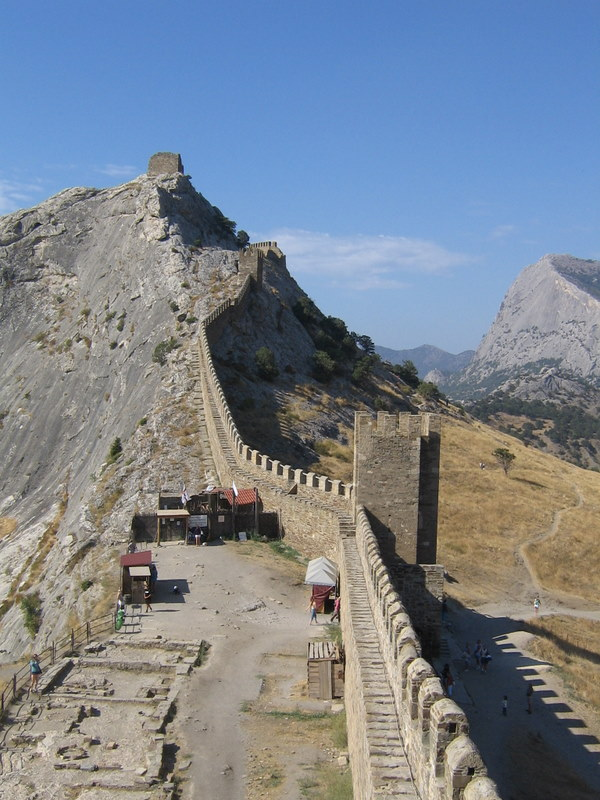
Мур від Консульської до Вартової башти

Верхній ярус складається з Консульського замку (15) і башт, сполучених із ним муром, що йде самим гребенем, а також комплексу Дозорної башти (20) на вершині гори. Двоповерхова Дозорна башта у плані утворює неправильний чотирикутник. Від башти залишилися тільки три стіни — четверта рухнула в море. Збереглися сліди каміна, ніші, кам'яні сходи. Ще в кінці XIX століття на одній зі стін чітко вимальовувалася фреска, що зображала католицьку мадонну, серце якої пронизано сімома мечами. Судячи з усього, це була домашня капела, присвячена святій Діві Марії. Поруч із Дозорною розташована Кутова башта (21). Напис на плиті, вмурованій у стіну, дозволяє точно датувати споруду 1386 роком. У стіну башти вправлено ще 27 плит із хрестами різної форми. Обабіч неї вирубано у скелі два басейни, які наповнювалися водою з невеликого струмка.
Консульський замок — це комплекс споруд, що складається з головної башти, — донжона і башти в північно-східному кутку замку. Обидві башти сполучено товстими стінами, між якими розташований внутрішній двір.
На першому поверсі цієї башти є ніша з округлим верхом. Невелику плиту над нею колись прикрашало барельєфне зображення Георгія Змієборця, звідки і йде назва башти — Георгіївська (16). Під час воєн консул Солдайі не мав права покидати замок, тому в ньому були і житлові приміщення.

### Місто
У місті були житлові будинки, склади зброї, храми, таверни, офіційні установи. Усередині самої фортеці збереглося декілька споруд різних історичних періодів. Це прямокутна цистерна (5) і круглий басейн (13) — заглиблені в землю сховища для води, склад провізії (6), храм з аркадою (14):
- прямокутна цистерна — будівля для зберігання води на випадок посухи чи облоги. Ємність 185 м³. Вода в цистерну надходила водоводами (керамічними трубами) із джерел на схилах гори Перчем за 3 км на північ від фортеці. Побудована в 1375 році при генуезькому консулові Лодісіо ді Монтальдо. Стіни цистерни встановлені на фундаменті, спорудженому в хозарський період у 9 столітті;
- мечеть Падишах Джамі — розташована у східній частині фортеці. Імовірно, побудована турками-сельджуками у 20-і роки XIII століття. Потім вона була перебудована у православний храм, а після цього генуезцями — у храм католицький. Після взяття Судака османами вона знову перетворилася на мечеть. Після захоплення Криму Росією, тут послідовно були православна військова та вірмено-католицька церква, німецька кірха. Зараз там розташований історико-археологічний музей.

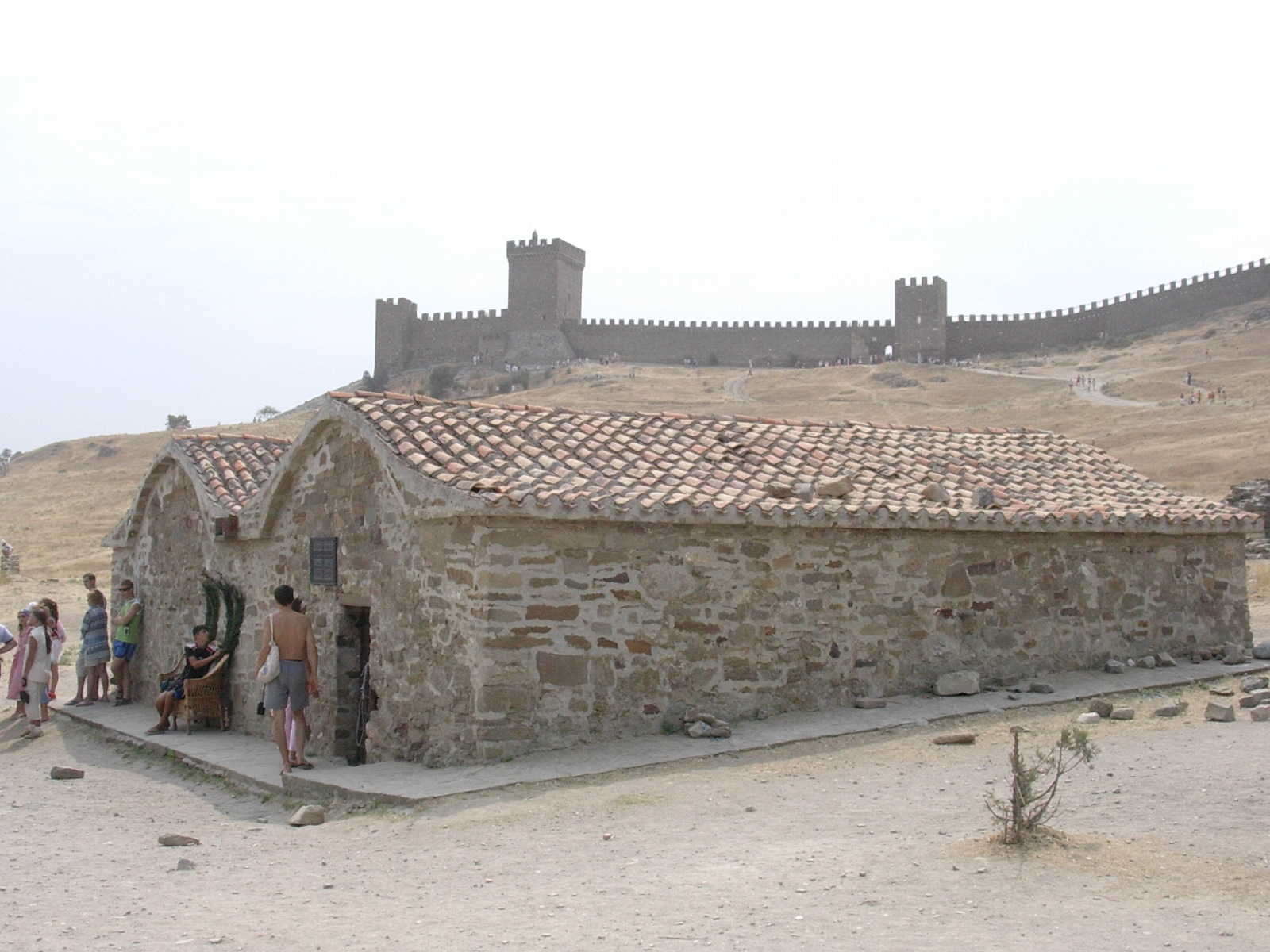
Продовольча комора
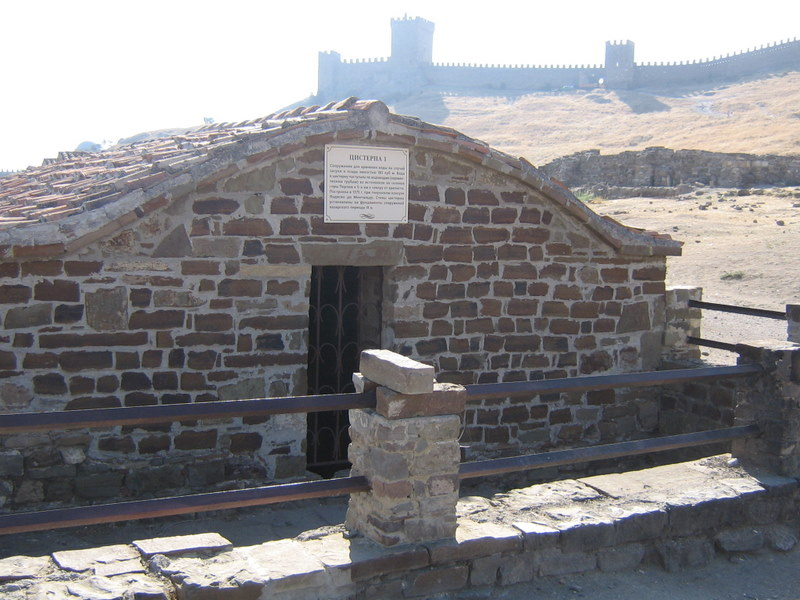
Прямокутна цистерна
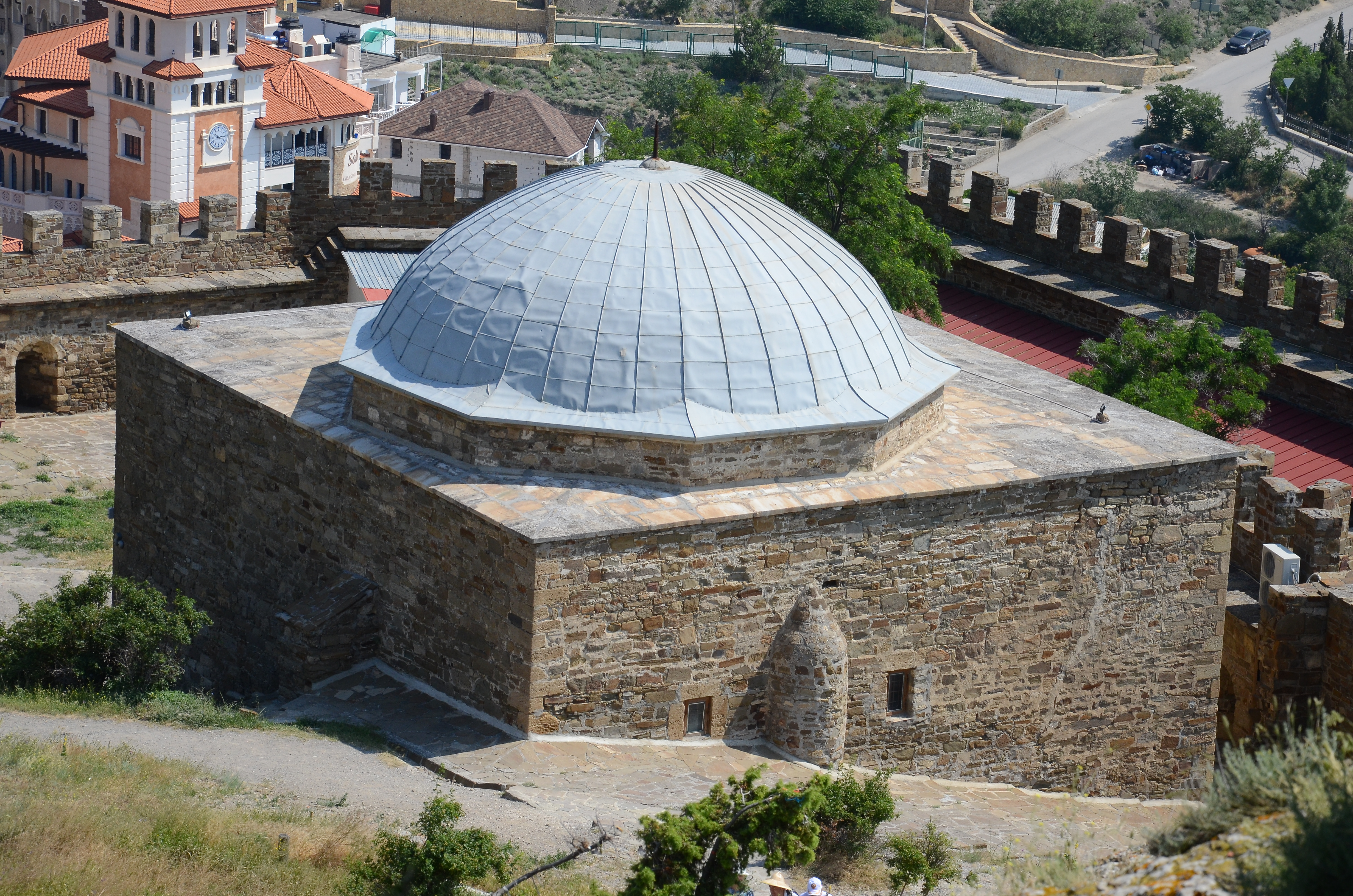
Мечеть Падишах Джамі

## Сучасність
Тепер це головна визначна пам'ятка Судака, яка щоденно приймає сотні туристів. Крім того, тут проводяться різні культурні акції, серед яких турніри з фехтування, театралізовані фестивалі, постановчі битви: бої на мечах, штурм фортеці. Також на території фортеці знімалося багато історичних художніх фільмів.
З 1958 року Судацька фортеця є відділом Національного заповідника «Софія Київська».

### Післяокупації Криму
За роки окупації півострова на території комплексу зняті російські ігрові фільми: «Вікінг» і «Вічне життя Олександра Христофорова». Після закінчення зйомок лишилися недемонтованими декорації: фанерна брама і дощата споруда з красномовним написом «Хлев».
Після окупації Криму Росією фортеця фактично контролюється росіянами як "Державна бюджетна установа Республіки Крим «Музей-заповідник „Судацька фортеця“» На території навіть почали будувати готельні приміщення і додаткові туалети. Унаслідок цього сталося непоправне: уночі з 16 на 17 листопада 2015 року одна із веж фортеці обвалилася. А так зване керівництво новоствореного музею ДБУ РК «Судацька фортеця» замість того, щоб належно відреставрувати пам'ятку, вирішило нашвидкуруч «поправити непоправне», тобто проявило злочинну недбалість. Наспіх провели «реставрацію» — були найняті будівельники без досвіду реставрації історичних об'єктів, тим більше таких давніх, як цей, просто зробили бетонний фундамент і збудували з автентичного каміння копію тієї вежі, з використанням сучасного цементного розчину.
Із 2019 року реставрацію цієї унікальної пам'ятки середньовічного фортифікаційного мистецтва довірили сумновідомій фірмі «Меандр» із міста Санкт-Петербург, що одночасно веде роботи на десятці архітектурних пам'яток півострова: Ханський палац, Мітридатські сходи в Керчі, Воронцовський палац в Алупці, монастир Сурб-Хач у Старому Криму, садиба Палласа в Сімферополі, Чеховський будинок у Ялті, Ластівчине гніздо тощо. Фірма близька до замовника міністра культури Російської Федерації Володимира Мединського.

## Пам'ятки
Згідно з реєстром пам'яток національного значення України, до комплексу пам'яток архітектури на території Генуезької фортеці в Судаку (охор. № 010071) належать:
- Дозорна башта, XIV—XV століття, охор. № 010071/1
- Башта Якобо Торсело, 1385 рік, охор. № 010071/2
- Передмостове укріплення, 1385—1414 роки, охор. № 010071/3
- Башта Бернардо Франко Пагана, 1414 рік, охор. № 010071/4
- Башта Пасквале Джудиче, 1392 рік, охор. № 010071/5
- Кругла башта, 1385—1414 роки, охор. № 010071/6
- Башта Корадо Чикало, 1404 рік, охор. № 010071/7
- Башта Лукині Флеско Лавані, 1409 рік, охор. № 010071/8
- Безіменна башта, XIV—XV століття, охор. № 010071/9
- Башта Джіовані Маріоні, 1387 рік, охор. № 010071/10
- Башта Гварко Румбальдо, 1394 рік, охор. № 010071/11
- Башта, 1385—1414 роки, охор. № 010071/12
- Башта Фредеріко Астагвера, 1386 рік, охор. № 010071/13
- Церква дванадцяти апостолів, XIV століття, охор. № 010071/14
- Кутова башта, XIV—XV століття, охор. № 010071/15
- Консульська башта, XIV—XV століття, охор. № 010071/16
- Георгіївська башта, XIV—XV століття, охор. № 010071/17
- Башта, 1375—1414 роки, охор. № 010071/18
- Старовинний храм, XV століття, охор. № 010071/19
- Мечеть Падишах-Джамі, до 1322 року, охор. № 010071/20
- Підземна споруда, XIV століття, охор. № 010071/21
- Складська споруда № 1, 1385—1414 роки, охор. № 010071/22
- Складська споруда № 2, 1385—1414 роки, охор. № 010071/23

## Світлини

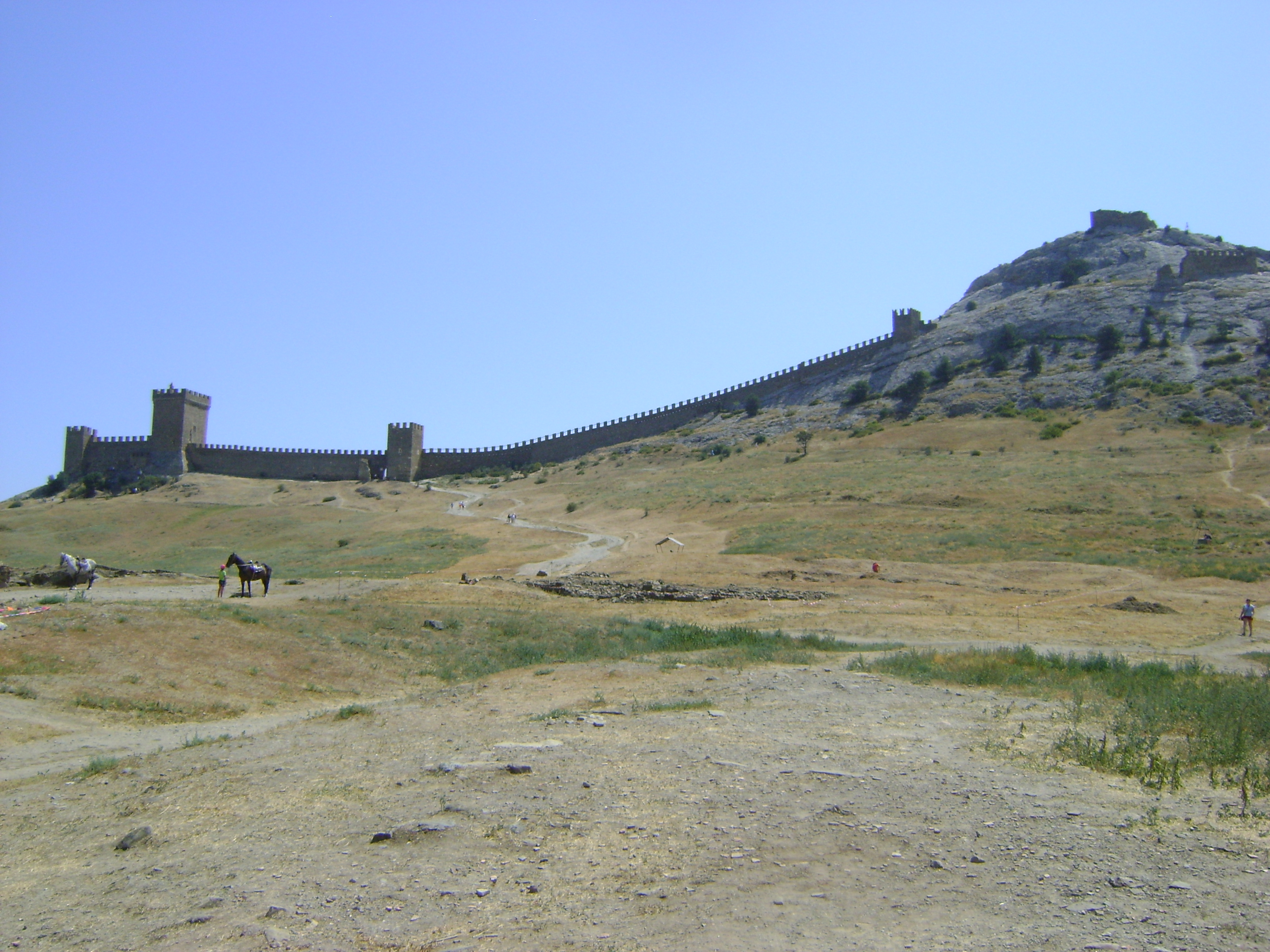
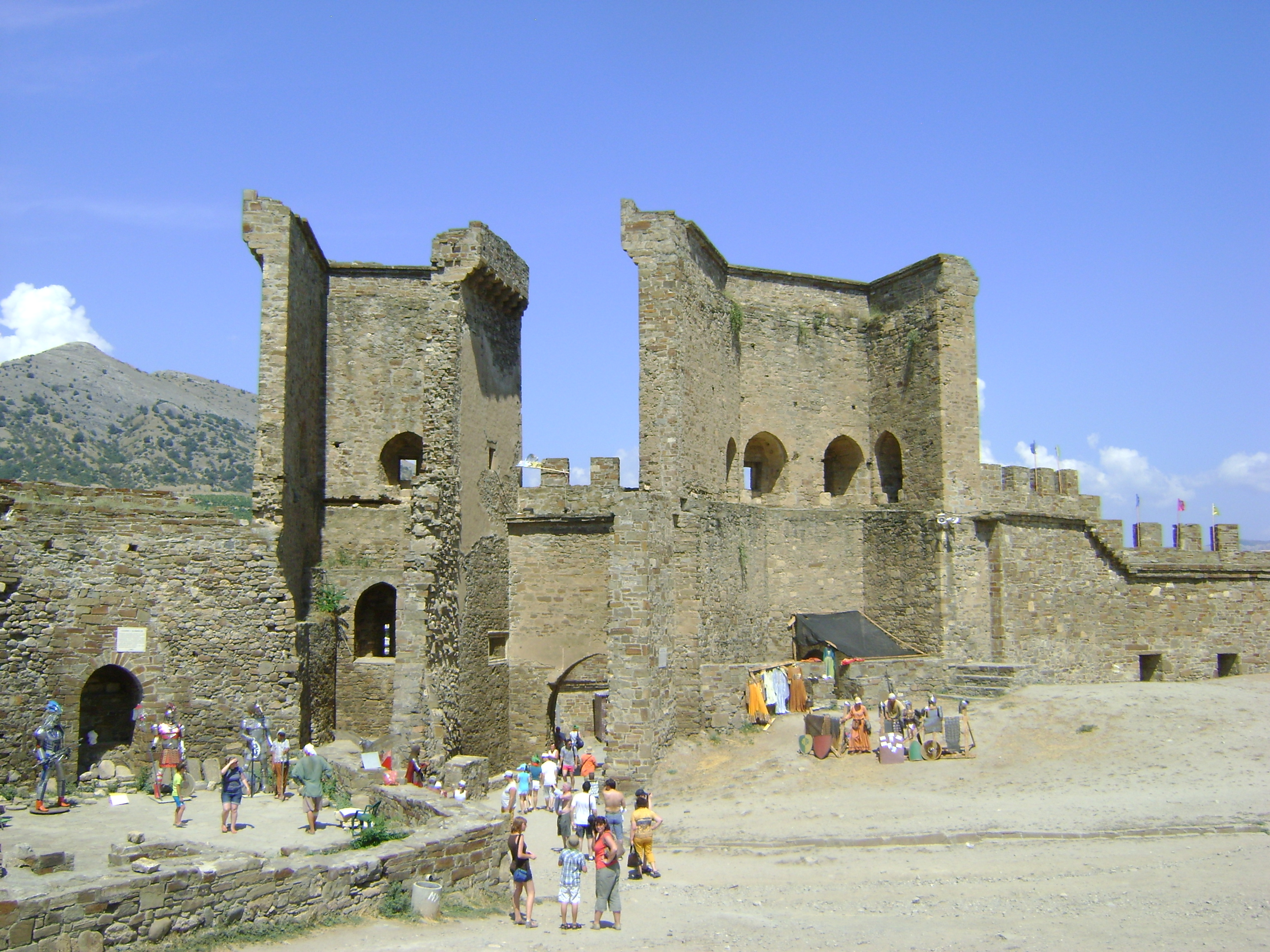
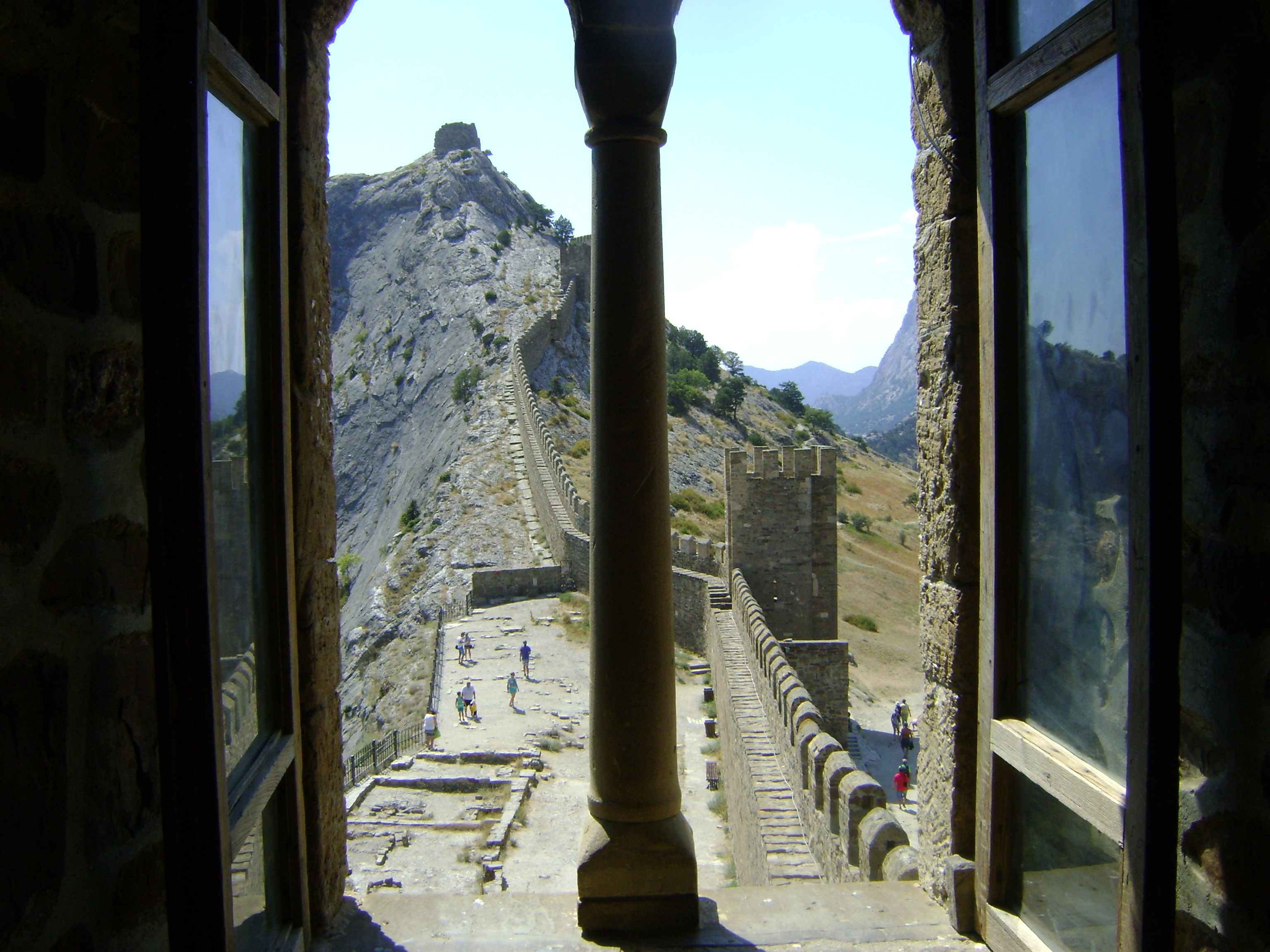
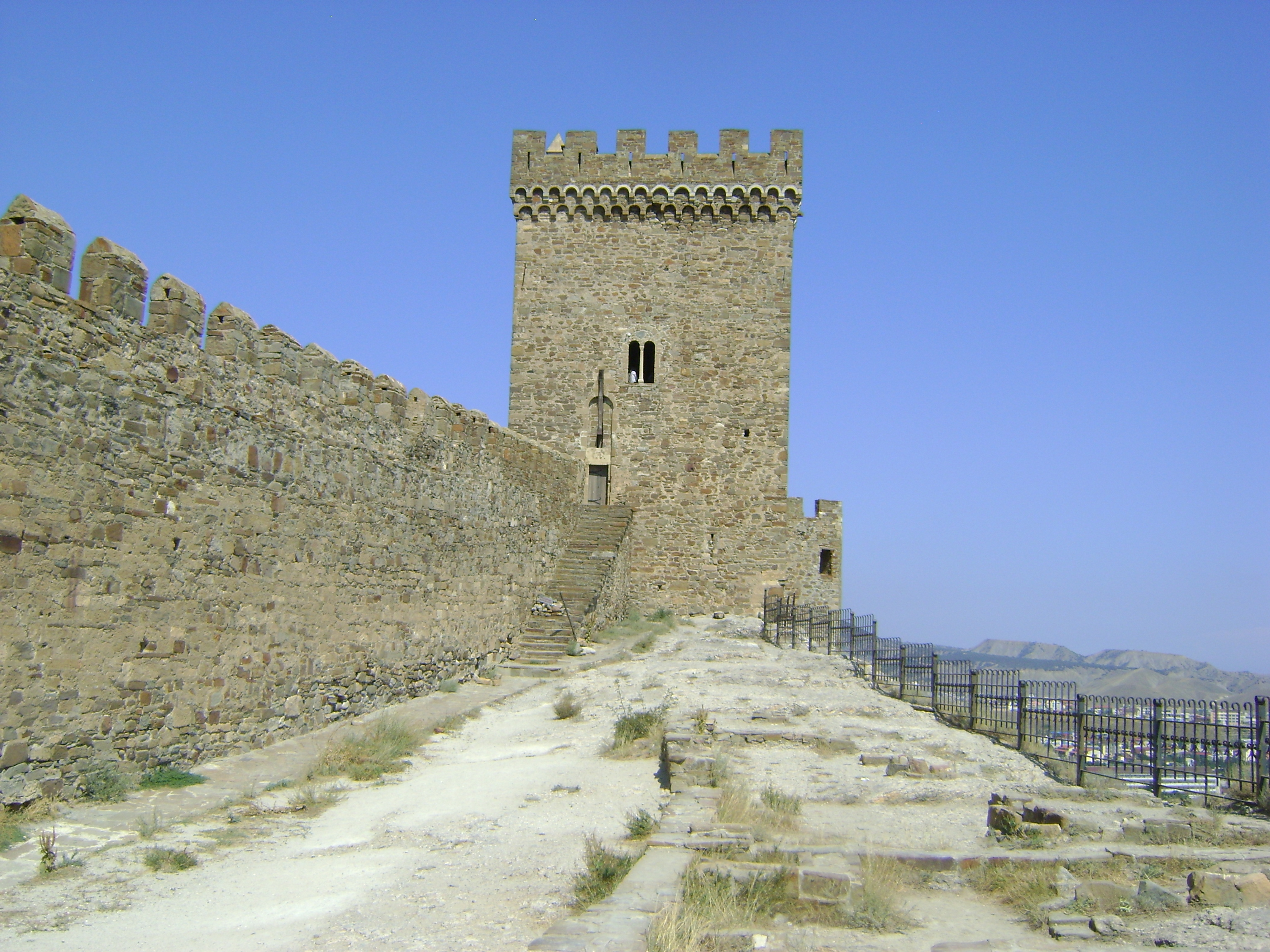
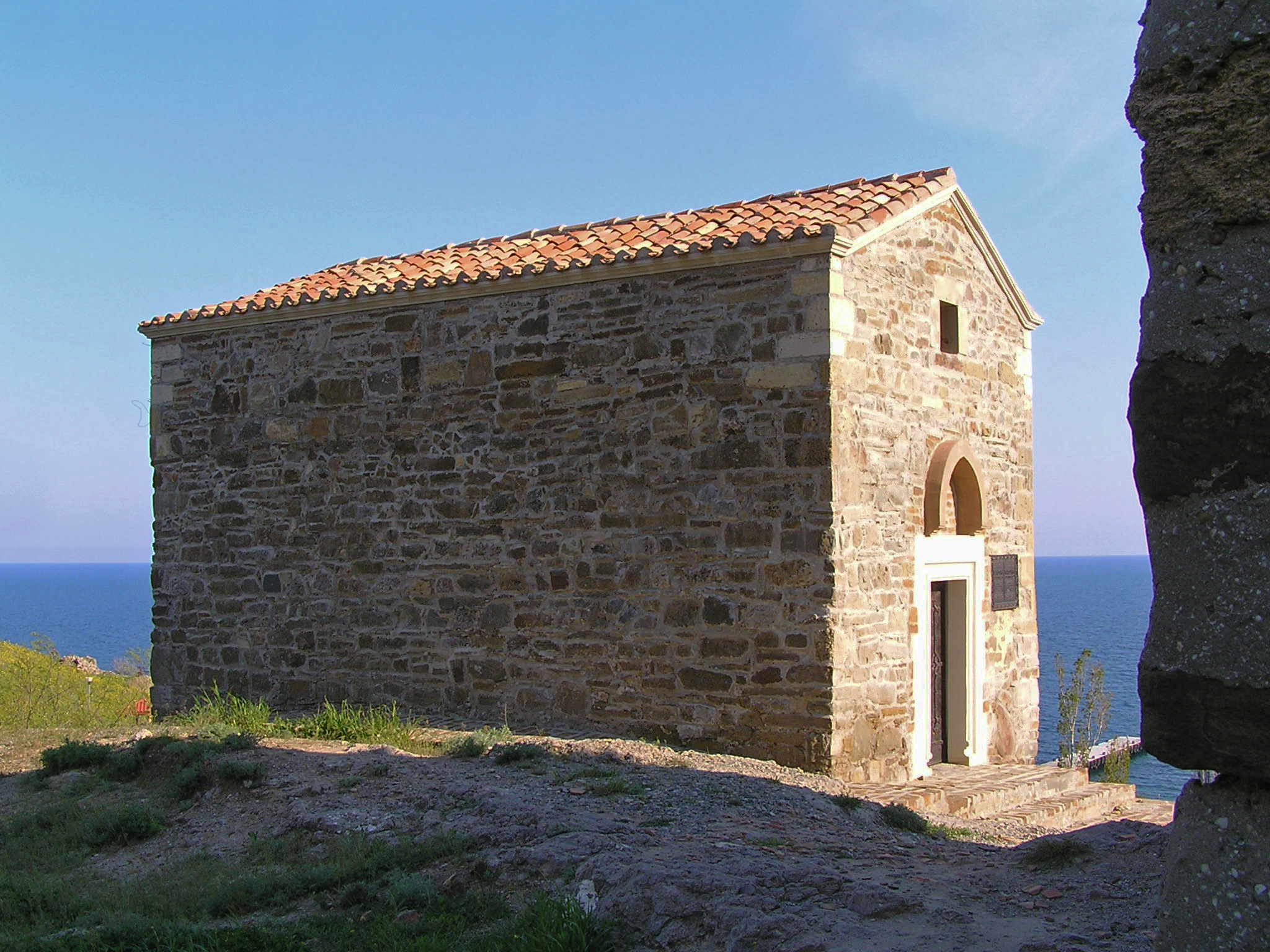
Церква дванадцяти апостолів